# Carlo Zotti
Carlo Zotti (Benevento, 3 settembre 1982) è un allenatore di calcio ed ex calciatore italiano, di ruolo portiere, attuale preparatore dei portieri del Lecco.

## Carriera

### Club
Muove i suoi primi passi da calciatore nella Polisportiva Virtus Foglianise, squadra dilettantistica di Foglianise, paese della provincia di Benevento in cui risiede la sua famiglia. Nella stagione 2000-2001 esordisce fra i professionisti con la maglia del Palermo, giocando la partita di Coppa Italia di Serie C pareggiata per 1-1 contro il Catania e valida per l'andata degli ottavi di finale: subentra all'87' a Vincenzo Sicignano.
La crescita calcistica continua nelle giovanili della Roma. Il debutto nel campionato di Serie A, e contemporaneamente con la maglia giallorossa, avviene il 10 maggio 2003, nella partita Roma-Torino 3-1. È sempre stato scarsamente utilizzato nella società capitolina a causa dell'alto numero di portieri sempre presenti in rosa, quali Francesco Antonioli, Ivan Pelizzoli, Cristiano Lupatelli e Doni e colleziona solo 4 presenze nelle prime due stagioni nella prima squadra giallorossa.
La stagione in cui venne utilizzato più spesso è la 2004-2005. A causa dell'infortunio del titolare Pelizzoli, gioca in tutto 10 partite in campionato e due in Champions League. Le scarse prestazioni individuali e collettive, però, fanno sì che perda il posto a discapito del giovane terzo portiere Gianluca Curci.
Nel campionato 2005-2006 la Roma riesce a mandarlo in prestito all'Ascoli per un'intera stagione, ma non trova spazio per giocare neanche una sola partita, in quanto il titolare Ferdinando Coppola disputa tutte e 38 le gare di serie A.
A fine stagione torna nella capitale dove però lo attende altra panchina. Occupa infatti addirittura il ruolo di quarto portiere, dietro al titolare Doni ed alle riserve Gianluca Curci e Júlio Sérgio. Nel gennaio 2007, a causa dell'infortunio del secondo portiere Gianluca Berti, la Sampdoria decide di prenderlo in prestito come alternativa al titolare Luca Castellazzi.
Scaduto il prestito, nell'estate del 2007 fa nuovamente ritorno alla Roma, essendo però nuovamente destinato ad essere il quarto portiere. Per la stagione 2008-2009 viene ceduto in prestito al Cittadella, neopromosso in Serie B. Nella squadra veneta riesce a trovare un posto da titolare, ma prima della fine del girone di andata cade in una serie di infortuni, che, complice anche le ottime prestazioni del sostituto Andrea Pierobon, portano l'ex romanista a perdere il posto; così il 28 gennaio 2009 viene girato al Bellinzona in prestito, formazione del campionato svizzero.
Al termine della stagione 2009-2010, il club capitolino cede definitivamente il giocatore al club svizzero. Con la formazione neo-promossa nella Super League svizzera si è impegnato fino a giugno 2011.
Dopo esser stato libero in seguito alla scadenza del contratto firma per il Losone Sportiva con cui gioca solo una partita subendo 4 gol. Dal 2012 al 2014 invece gioca per il Fussball Club Wil 1900 in Divisione nazionale B della Svizzera con cui gioca ben 56 partite subendo 74 reti.
Nel 2015 invece firma per il Football Club Locarno.

### Nazionale
Ha giocato nell'Under-17 e nell'Under-18 ed è stato sempre convocato, fin dalla fase di qualificazione, dall'Under-21 per disputare l'Europeo Under-21 vinto dall'Italia del 2004. In tale competizione, però, non è mai sceso in campo.

## Dopo il ritiro
Il 7 febbraio 2020 diventa il nuovo preparatore dei portieri del Lecco.  nel 2023 -2024 allena i portieri delle giovanili del Benevento.Torna a Lecco nell'estate del 2024.

## Statistiche

### Presenze e reti nei club
| Stagione          | Squadra           | Campionato        | Campionato | Campionato | Coppe nazionali | Coppe nazionali | Coppe nazionali | Coppe continentali | Coppe continentali | Coppe continentali | Altre coppe | Altre coppe | Altre coppe | Totale | Totale |
| Stagione          | Squadra           | Comp.             | Pres.      | Reti       | Comp.           | Pres.           | Reti            | Comp.              | Pres.              | Reti               | Comp.       | Pres.       | Reti        | Pres.  | Reti   |
| ----------------- | ----------------- | ----------------- | ---------- | ---------- | --------------- | --------------- | --------------- | ------------------ | ------------------ | ------------------ | ----------- | ----------- | ----------- | ------ | ------ |
| 2000-2001         | Palermo           | C1                | 0          | 0          | CI-C            | 1               | 0               | -                  | -                  | -                  | SC-C        | 0           | 0           | 1      | 0      |
| 2001-2002         | Roma              | A                 | 0          | 0          | CI              | 0               | 0               | UCL                | 0                  | 0                  | SI          | 0           | 0           | 0      | 0      |
| 2002-2003         | Roma              | A                 | 1          | -1         | CI              | 0               | 0               | UCL                | 0                  | 0                  | -           | -           | -           | 1      | -1     |
| 2003-2004         | Roma              | A                 | 3          | -5         | CI              | 4               | -5              | CU                 | 5                  | -4                 | -           | -           | -           | 12     | -14    |
| 2004-2005         | Roma              | A                 | 10         | -12        | CI              | 2               | -1              | UCL                | 2                  | -4                 | -           | -           | -           | 14     | -17    |
| 2005-2006         | Ascoli            | A                 | 0          | 0          | CI              | 0               | 0               | -                  | -                  | -                  | -           | -           | -           | 0      | 0      |
| 2006-gen. 2007    | Roma              | A                 | 0          | 0          | CI              | 0               | 0               | UCL                | 0                  | 0                  | SI          | 0           | 0           | 0      | 0      |
| gen.-giu. 2007    | Sampdoria         | A                 | 1          | -2         | CI              | 2               | -4              | -                  | -                  | -                  | -           | -           | -           | 3      | -6     |
| 2007-2008         | Roma              | A                 | 0          | 0          | CI              | 0               | 0               | UCL                | 0                  | 0                  | SI          | 0           | 0           | 0      | 0      |
| Totale Roma       | Totale Roma       | Totale Roma       | 14         | -18        |                 | 6               | -6              |                    | 7                  | -8                 |             | 0           | 0           | 27     | -32    |
| 2008-gen. 2009    | Cittadella        | B                 | 12         | -15        | CI              | 2               | -2              | -                  | -                  | -                  | -           | -           | -           | 14     | -17    |
| gen.-giu. 2009    | Bellinzona        | SL                | 13         | -14        | CS              | -               | -               | CU                 | -                  | -                  | -           | -           | -           | 13     | -14    |
| 2009-2010         | Bellinzona        | SL                | 18         | -43        | CS              | 0               | 0               | -                  | -                  | -                  | -           | -           | -           | 18     | -43    |
| 2010-2011         | Bellinzona        | SL                | 7+2        | -13+-3     | CS              | 2               | -1              | -                  | -                  | -                  | -           | -           | -           | 11     | -17    |
| Totale Bellinzona | Totale Bellinzona | Totale Bellinzona | 38+2       | -70 + -3   |                 | 2               | -1              |                    | -                  | -                  |             | -           | -           | 42     | -74    |
| apr.-giu. 2012    | Losone Sportiva   | 2LI               | 1          | -4         | CS              | -               | -               | -                  | -                  | -                  | -           | -           | -           | 1      | -4     |
| 2012-2013         | Wil               | CL                | 17         | -30        | CS              | 3               | -8              | -                  | -                  | -                  | -           | -           | -           | 20     | -38    |
| 2013-2014         | Wil               | CL                | 0          | 0          | CS              | 0               | 0               | -                  | -                  | -                  | -           | -           | -           | 0      | 0      |
| Totale Wil        | Totale Wil        | Totale Wil        | 17         | -30        |                 | 3               | -8              | -                  | -                  | -                  | -           | -           | -           | 20     | -38    |
| Totale carriera   | Totale carriera   | Totale carriera   | 85         | -142       |                 | 16              | -21             |                    | 7                  | -8                 |             | 0           | 0           | 108    | -171   |

### Cronologia presenze e reti in nazionale
| Cronologia completa delle presenze e delle reti in nazionale ― Italia under 21 | Cronologia completa delle presenze e delle reti in nazionale ― Italia under 21 | Cronologia completa delle presenze e delle reti in nazionale ― Italia under 21 | Cronologia completa delle presenze e delle reti in nazionale ― Italia under 21 | Cronologia completa delle presenze e delle reti in nazionale ― Italia under 21 | Cronologia completa delle presenze e delle reti in nazionale ― Italia under 21 | Cronologia completa delle presenze e delle reti in nazionale ― Italia under 21 | Cronologia completa delle presenze e delle reti in nazionale ― Italia under 21 |
| Data                                                                           | Città                                                                          | In casa                                                                        | Risultato                                                                      | Ospiti                                                                         | Competizione                                                                   | Reti                                                                           | Note                                                                           |
| ------------------------------------------------------------------------------ | ------------------------------------------------------------------------------ | ------------------------------------------------------------------------------ | ------------------------------------------------------------------------------ | ------------------------------------------------------------------------------ | ------------------------------------------------------------------------------ | ------------------------------------------------------------------------------ | ------------------------------------------------------------------------------ |
| 17-2-2004                                                                      | Atene                                                                          | Grecia under 21                                                                | 1 – 1                                                                          | Italia under 21                                                                | Amichevole                                                                     | -                                                                              | 46’                                                                            |
| 27-4-2004                                                                      | Trento                                                                         | Italia under 21                                                                | 4 – 0                                                                          | Svezia under 21                                                                | Amichevole                                                                     | -                                                                              | 46’                                                                            |
| Totale                                                                         |                                                                                | Presenze                                                                       | 2                                                                              |                                                                                | Reti                                                                           | 0                                                                              |                                                                                |

## Palmarès

### Club
- Campionato italiano Serie C1: 1

Palermo: 2000-2001
- Supercoppa italiana: 1

Roma: 2007
- Coppa Italia: 1

Roma: 2007-2008

### Nazionale
- Campionato d'Europa Under-21: 1

Germania 2004